# آلیسو ویجو (کالیفرنیا)
آلیسو ویجو (به انگلیسی: Aliso Viejo) شهری در شهرستان اورنج، کالیفرنیا ایالت کالیفرنیا است که در سرشماری سال ۲۰۱۰ میلادی، ۴۷۸۲۳ نفر جمعیت داشته‌است.